# 吳爾聰
吳爾聰（1872年—1956年11月25日），字睿智，號啟東，臺灣澎湖廳鼎灣澳港底社（湖西鄉成功村）鄉紳，學校教師暨漢學私塾講師，日治時期澎湖廳協議會協議員、中華民國臺灣省澎湖縣參議會唯一一屆議長。

## 生平

### 清領時期
吳爾聰生於清領時期同治十一年（1872年），開澎第九代，世居鼎灣澳港底社（今湖西鄉成功村），受業於秀才吳銘鏘和陳梅峰，其中陳梅峰為吳爾聰姊夫，鼎灣澳沙港社人、光緒壬午科（即光緒八年，1882年）秀才，有「湖西才子」之譽。吳爾聰亦曾進入文石書院，拜入「金門文人」林豪門下，並因表現優異，獲得山長嘉獎的一千文獎學金。:148-154
光緒十九年（1893年），22歲的吳爾聰與18歲的洪涼結為連理，並於港底社開辦私塾。光緒廿一年（1895年），赴台灣本島的鳳山縣林仔邊海口厝設私塾。1895年在〈馬關條約〉，台灣逢清、日易幟之後，吳爾聰亦在明治年間於東港的「杏園堂」任教。:149-153

### 日治時期

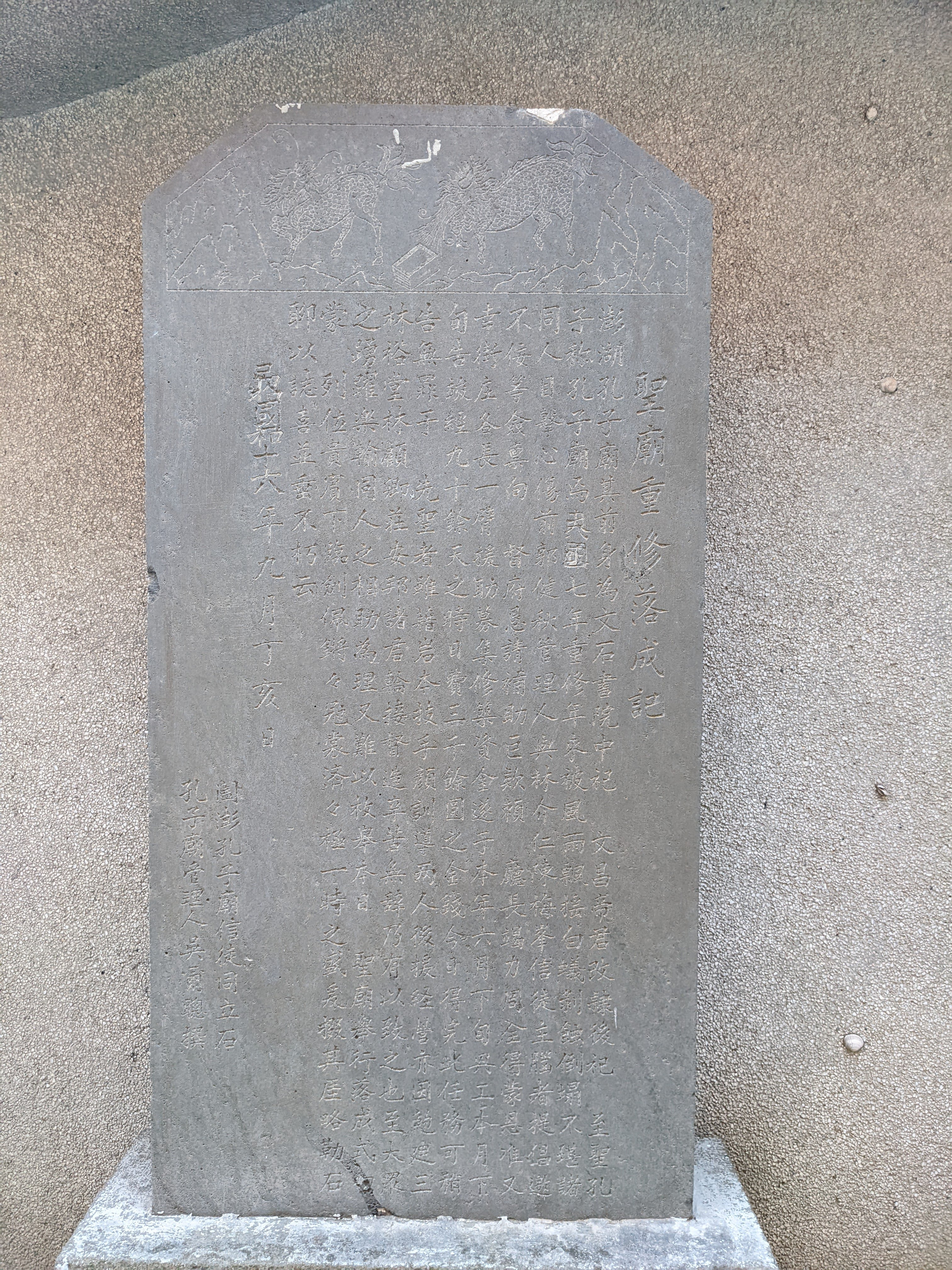
文石書院所藏的〈聖廟重修落成記〉，吳爾聰所撰述昭和6年（1931）間的重修始末，原碑落款年代「昭和六年（1931年）」，後被竄改為「民國十六年（1927年）」。

明治33年（1900年），吳爾聰始應日本當局之聘，於媽宮公學校（今馬公國小）執教鞭，為增加自身對新學制之素養，遂報名「書房教師講習會」，研習日語、算術等科目，業成，澎湖廳給予吳爾聰月薪十圓日幣的待遇。
大正元年（1912年），西瀛吟社創辦人暨首任社長蔡汝璧（1843年－1912年）辭世。蔡汝璧原名蔡玉成，清領末期澎湖知名紳商，曾出任文石書院董事，並協纂金門文人林豪編撰《澎湖廳志》，日治時期之後多署名蔡汝璧，吳爾聰與其相交甚篤，便在蔡汝璧身後撰寫輓聯與祭文，而後蔡氏後人亦延請吳爾聰代擬位在鐵線尾蔡氏宗祠廟柱上的楹聯。
大正八年（1919年），吳爾聰前往離島，任教於網垵公學校（今望安國小），大正十年（1921年）奉派至湖西公學校鼎灣分校（今沙港國小），大正15年（1926年）55歲退休，結束26年的教職生涯。
吳爾聰回顧其教學生涯，曾撰〈三十年回顧〉一文，細數他偕同日籍校長齋藤典治草創媽宮公學校的過程：媽宮公學校開辦於明治33年（1900年）元月8日，教員僅有三、四人，以澎湖天后宮後殿充當校舍，學生不滿百人。最初教授之時，並無官定教科書，吳爾聰僅能簡單教授國語（日語）或算數一小時，其餘以傳統私塾方式教授學識，然大部分的學子安於舊慣，就學率偏低，校長時常與吳爾聰拜訪學生家庭，學習風氣才漸有轉變。:154-155
大正15年（1926年），吳爾聰有感漢學凋零，開辦「啟東書房」，教導四書五經等漢文科目，並接任西瀛吟社第4任社長，至昭和11年（1936年）被迫改制為「私立港底國語講習所」，昭和12年（1937年）則因中日戰爭爆發，開辦11年的啟東書房被迫關閉。任教啟東書房期間，吳爾聰幼年曾就讀的文石書院在日治時期被改制為「澎湖孔子廟」，原澎湖孔子廟管理員郭健秋（即郭鶚騰，「末代舉人」郭鶚翔之弟）於昭和六年（1931年）間病故，吳爾聰接替管理員一職，擔任無領取分毫的孔廟義工將近三十年。
昭和18年（1943年）十月間，時逢二戰末期，美國軍機三度空襲馬公（澎湖空襲），吳爾聰未如大部分百姓走避鄉間，仍留守澎湖孔子廟，僅於附近防空壕內避難，避險之餘，還將防空壕取了「偷生窖」、「安樂窩」等雅號，也不忘創作詩文暢舒己懷：
|  | 年過七三已筭多，死生兩字聽如何？ 倘遭爆擊命飛正，隨眾營謀築土窩。 生來無益世分毫，亦到人間走一遭。 眼看賢明爭解脫，獨留癡漢未沙陶。 |

空襲結束之後，吳爾聰經行殘破的東甲北極殿，忍不住熱淚盈眶，又寫首詩表示悲痛：
|  | 毒彈汝亦太無情，北極神宮一聲平。 今日我來觀實跡，傷心老眼淚盈盈。 |

#### 澎湖廳協議員
日治時期澎湖廳在昭和12年（1937年）才正式成立廳級協議會，第一屆十名澎湖廳協議會的會員中，日本籍佔七位，台灣籍僅有三名，其中便包括吳爾聰以教員身分入列，剩餘兩名分別是戴耀閭（白沙人，醫師）和呂哲（白沙人，醫師）。:2-4

### 中華民國時期
民國34年（1945年），日本宣佈投降，國民黨政府接收台灣，台灣省行政長官公署12月頒布「台灣省各級民意機關成立方案」，在民國35年（1946年）三月舉辦澎湖縣參議員選舉，參議會為澎湖縣議會成立之前的過渡組織，故參議會僅有一屆，任期四年，遴選出十名參議員中，推選吳爾聰為議長、郭石頭為副議長:5，時年75歲的吳爾聰也成為全臺灣省最高齡的參議會會長。:170
民國36年（1947年）間，台灣本島於該年2月28日爆發「二二八事件」，澎湖島民也因3月2日的「紀淑事件」不滿，原本籌備響應起事，但時任參議長吳爾聰以「澎湖不產稻米，一旦起事封港，居民將無米飯可食」等理由:171-172，偕同紀雙抱（紀淑之父）、許整景和陳伯寮等鄉紳勸戒里人勿要輕舉妄動，澎湖才未捲入二二八事件的流血事端。
民國45年（1956年）11月25日，吳爾聰以85歲高齡辭世，時官派澎湖縣長李玉林特贈一篇墓誌銘，不僅推崇吳爾聰學識淵博，甚至給予「西瀛鴻儒」之高度讚譽。

## 軼事
- 昭和八年（1933年）10月4日，時逢舊曆中秋，「臺灣文化協會」發起人林獻堂來澎湖旅遊，吳爾聰與友人鮑迪三、高子騰做地陪，伴林獻堂泛舟賞月。[1]
- 林豪於清末光緒年間編撰的《澎湖廳志》幾經戰火，原稿毀損嚴重，吳爾聰不忍地方先賢、節女等事蹟斷絕後世，乃號召恩師陳梅峰、顏其碩、高恭等人集資重印《澎湖廳志》，特撰寫〈募印澎湖廳志啓〉一文，或斥資於臺灣日日新報刊登廣告，尋求各方贊助費用，歷時五年奔走遂成，乃委託「藍木印刷廠」藍賜福承印，於昭和13年（1938年）重新刊行。[5][1]:163
- 吳爾聰門生李黃海在民國初年時曾遊歷北京，和當時北洋政府的政要徐世昌、梁啟超相識，透過這層關係，李黃海獲得徐世昌與梁啟超的對聯，刻印於吳爾聰家鄉的公廟－「港底天軍殿」之中。[1]值得注意的是，梁啟超於天軍殿楹聯中的落款，乃署名「梁啔超」，其中「啔」字並非標準印刷體通行的「啟」或「啓」二字。
- 民國39年（1950年）6月30日，吳爾聰蒙時任中華民國總統蔣介石召見，在三子吳人驥的陪同下赴往台北的總統府，與蔣介石會晤一刻鐘，並獲得蔣介石惠賜戎裝禮服照一幅。[8][1]:173

臺灣文化與民主運動領袖林獻堂
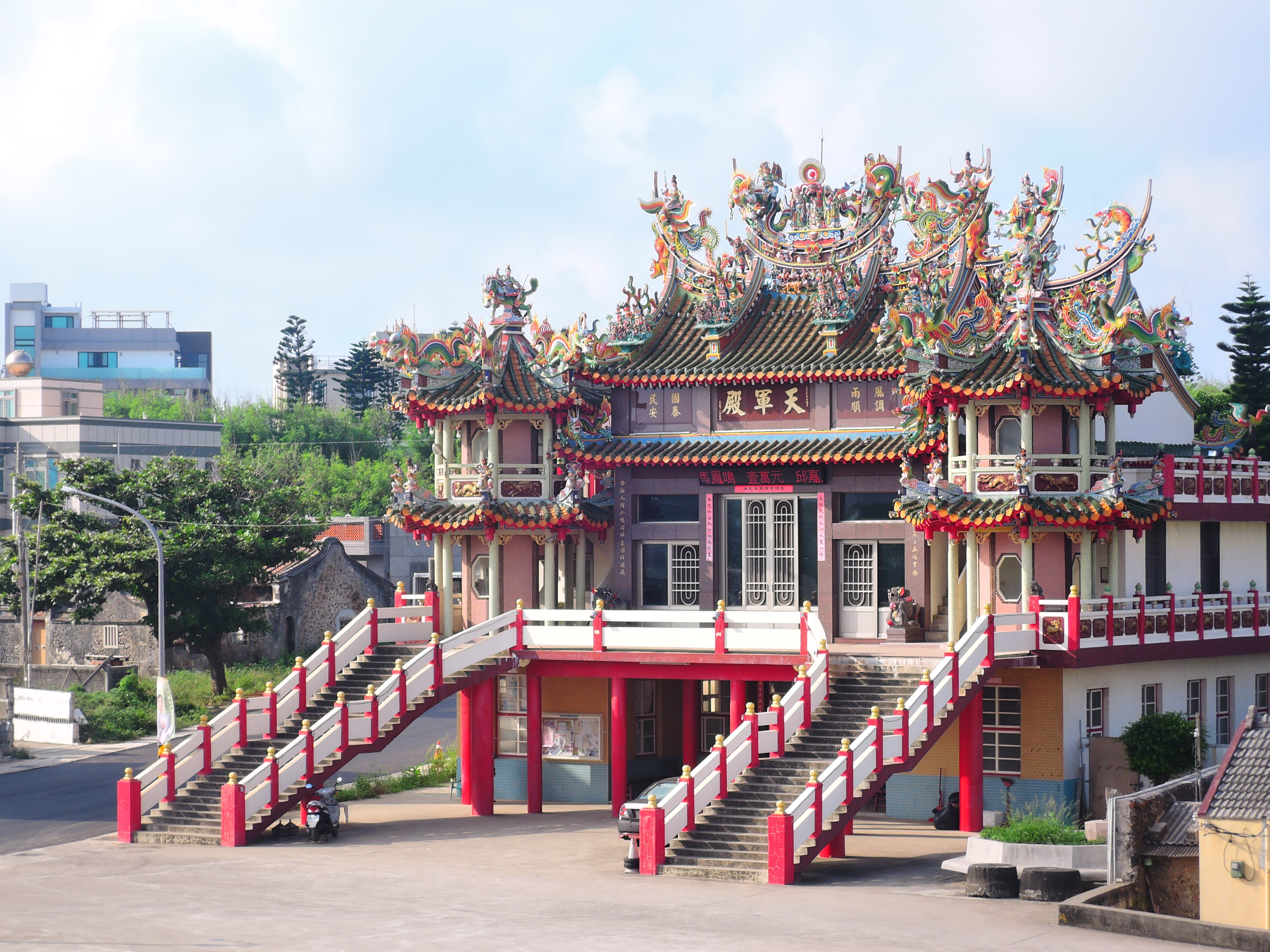
港底天軍殿（湖西鄉成功村）
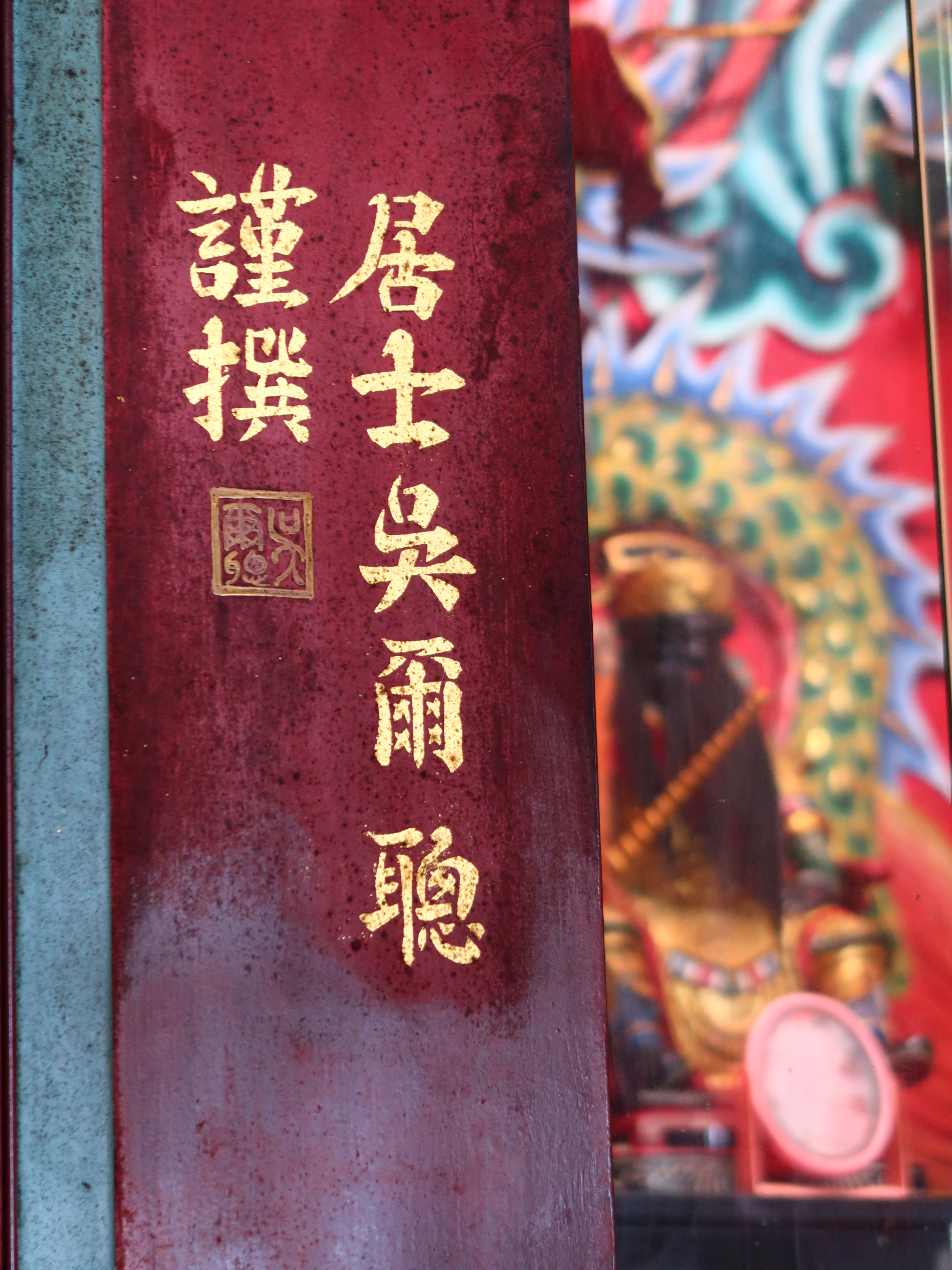
天軍殿吳爾聰落款
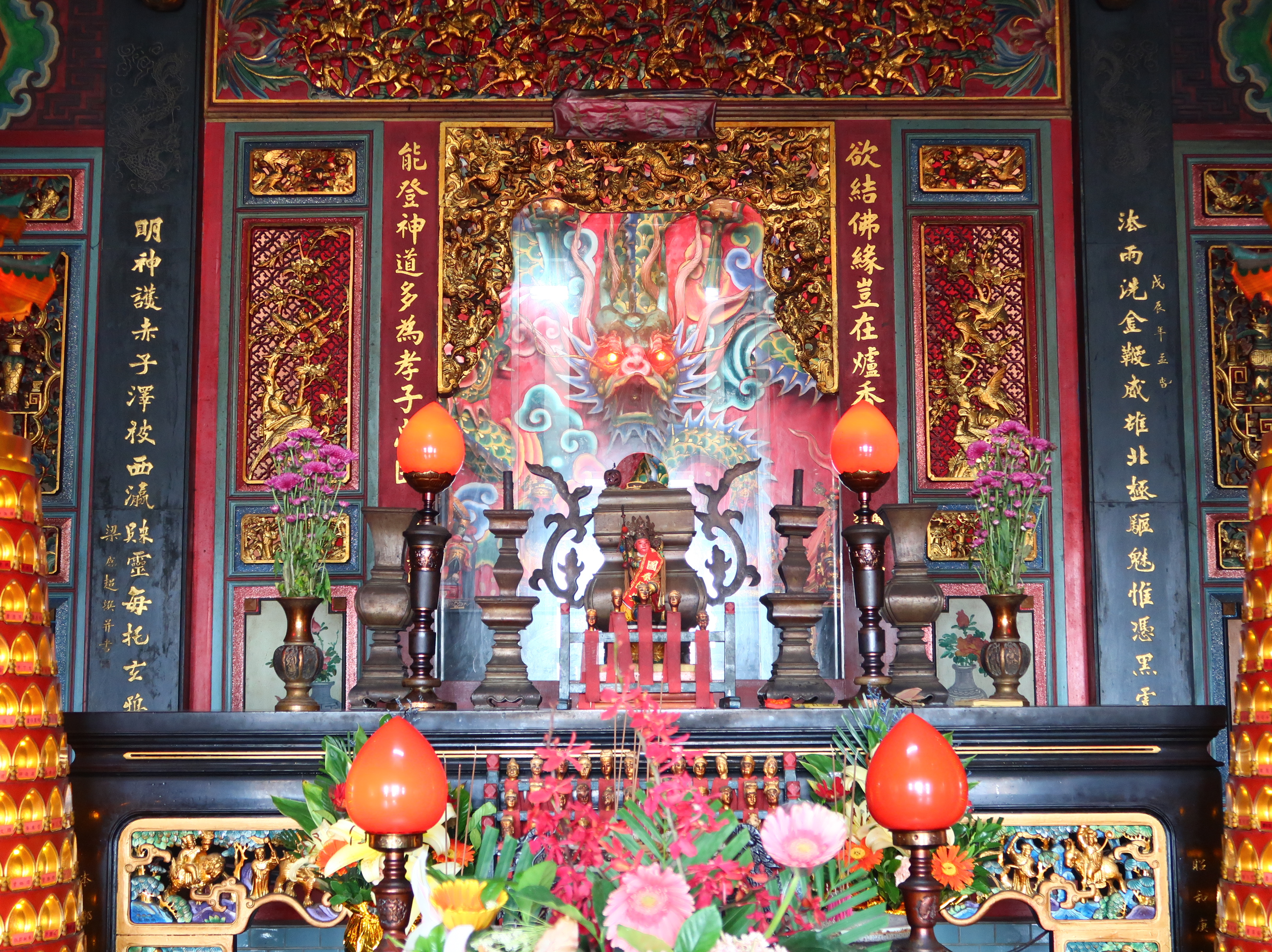
天軍殿神龕兩側楹聯：吳爾聰、梁啟超題
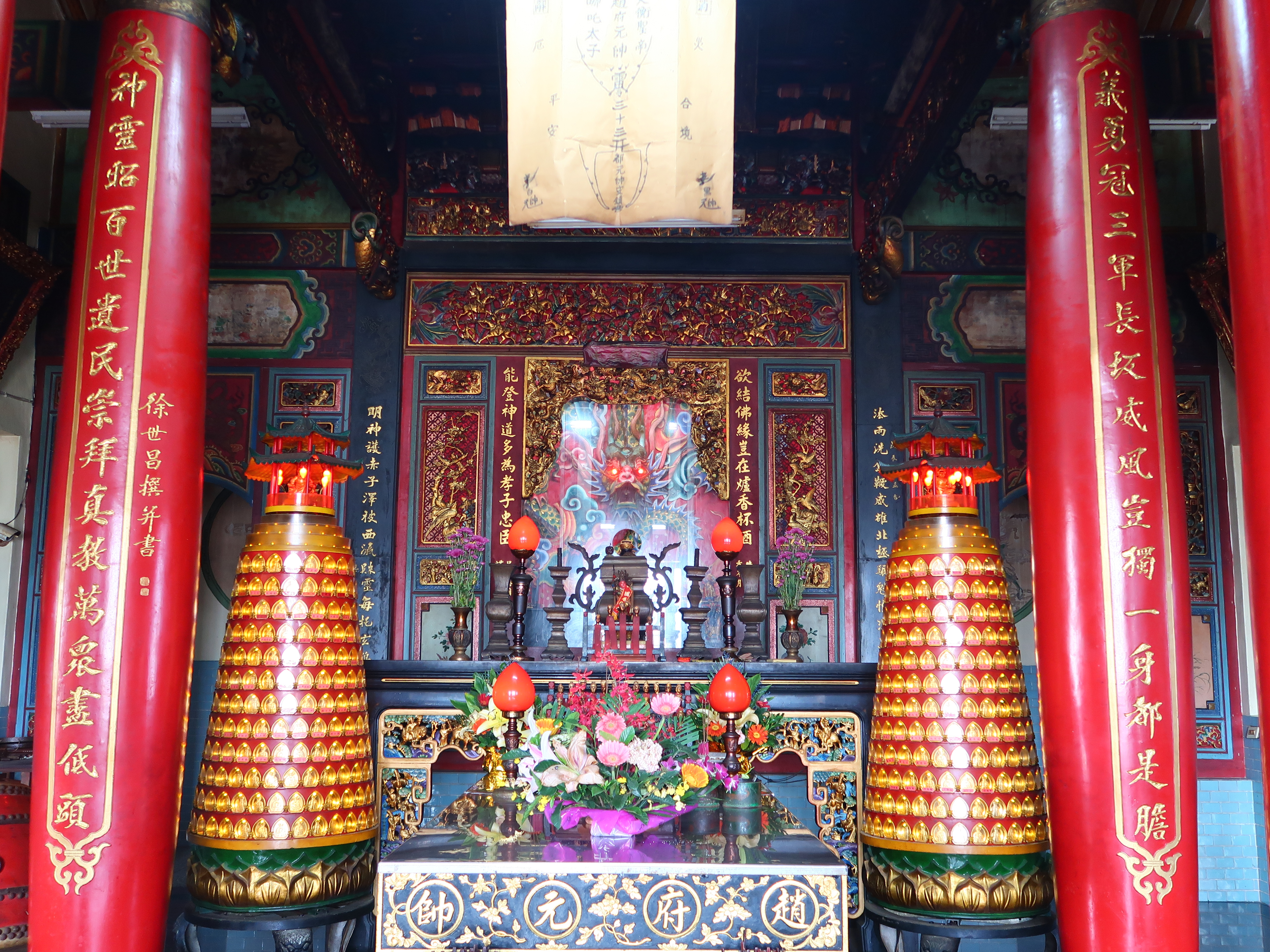
天軍殿廟柱楹聯：徐世昌題
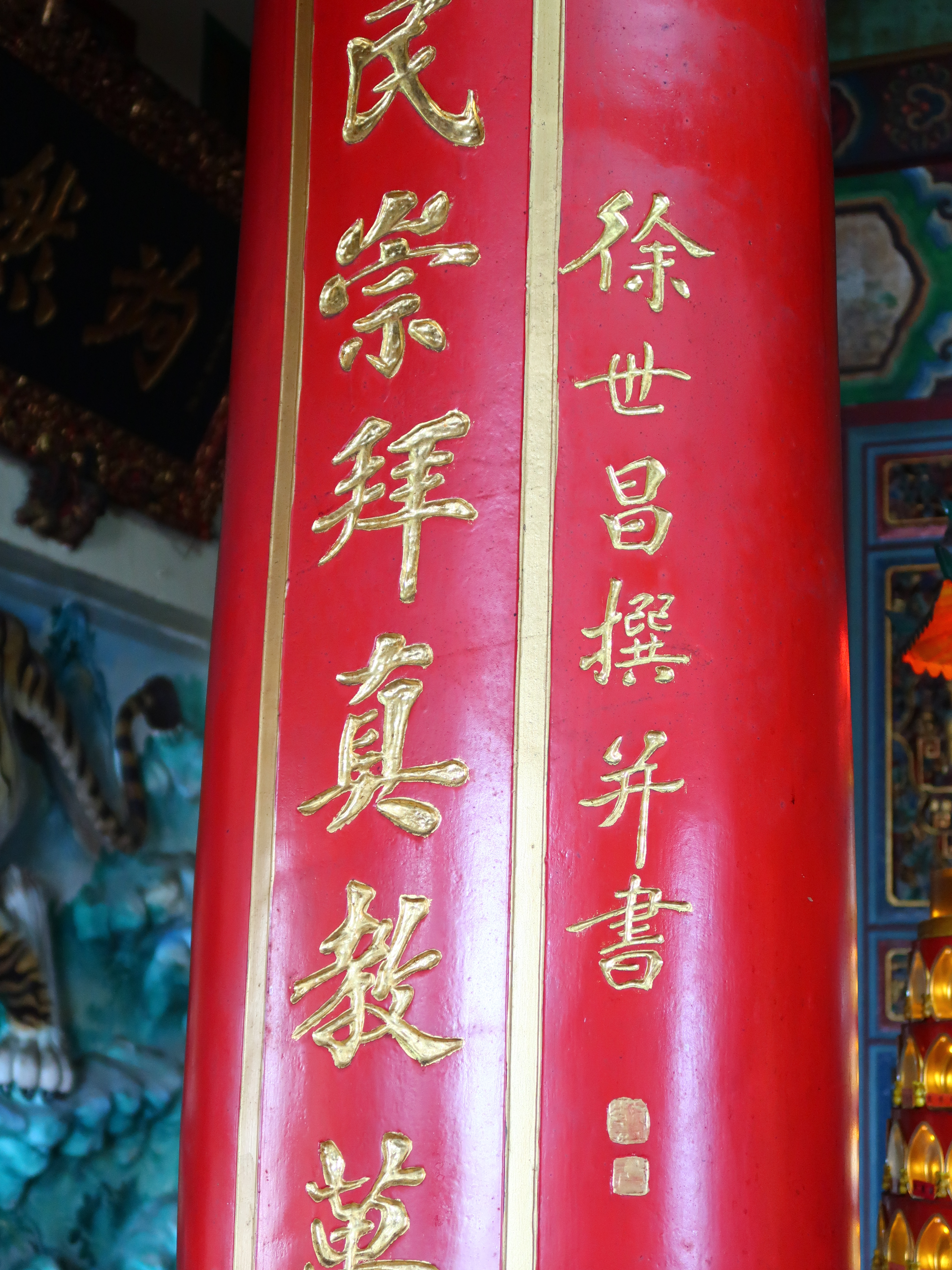
天軍殿徐世昌落款
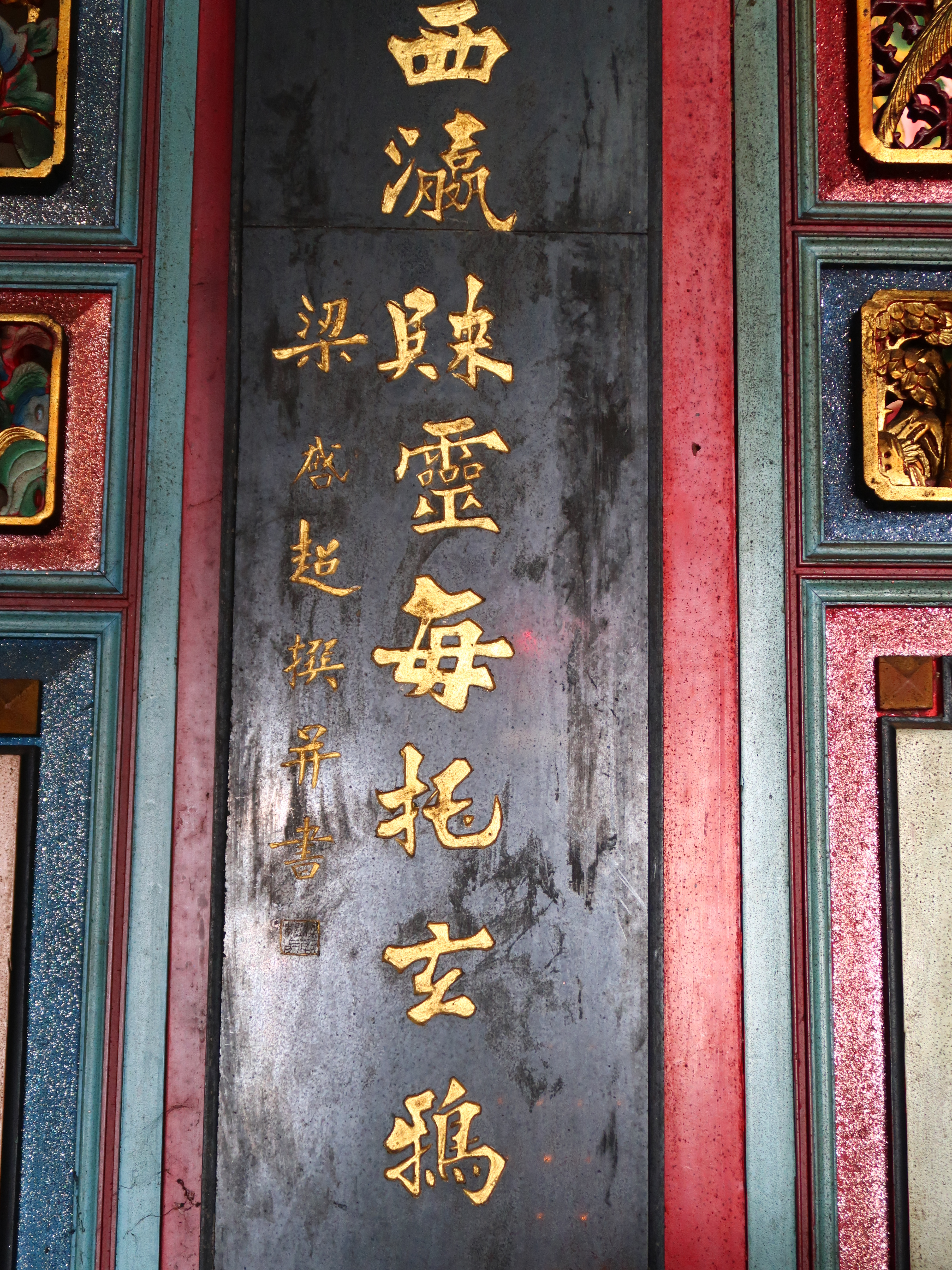
天軍殿梁啟超（梁啔超）落款